# 63 km (Ukraina)
63 km (ukr. 63 км, ros. 63 км) – przystanek kolejowy w miejscowości Sambor, w rejonie samborskim, w obwodzie lwowskim, na Ukrainie.